# Universitat de Kyushu
La universitat de Kyushu (九州大学, Kyūshū Daigaku), abreujat a Kyudai (九大, Kyūdai), és una universitat nacional japonesa situada a Fukuoka, a l'illa de Kyushu.
Va ser la quarta Universitat Imperial del Japó, ocupada en la sisena posició al rànquing de les universitats japoneses del Classificació acadèmica de universitats del THE del 2020 i una de les 10 millors universitats nacionals designades i seleccionada com a universitat de tipus superior del projecte universitari global superior pel govern japonès. Kyudai és considerada una de les universitats orientades a la investigació més prestigioses del Japó i és membre de l'Aliança d'Universitats d'Arts Liberals asiàtiques juntament amb la universitat de Tòquio, la universitat de Waseda, la universitat de Pequín entre d'altres.
La història de la Universitat de Kyushu es remunta a les escoles de medicina del domini de Fukuoka (福岡藩, Fukuoka han) establertes el 1867. L'escola es va reorganitzar en el Col·legi de Medicina de Fukuoka de la Universitat Imperial de Kyoto el 1903. Es va independitzar com a universitat Imperial de Kyushu el 1911. Albert Einstein va visitar la universitat el 25 de desembre de 1922.
Hi ha 2.089 estudiants estrangers (a partir de 2016) matriculats a la universitat. Va ser escollida per al programa universitari Global 30 i ha estat seleccionat per als 13 millors projectes universitaris mundials.

## Alumnes famosos
- Kōsuke Morita, descubridor de l'element químic 113 "Nihoni"
- Hashimoto Hakaru, científic en el camp de la medicina
- Kyoichi Katayama, escriptor
- Yasushi Inoue, escritor
- Koichi Wakata, astronauta
- Toshio Shimao, escriptor
- Ichiro Nakagawa, polític
- Tomihisa Taue, polític
- Genichi Taguchi, creador de mètodes estadístics d'ingenieria de qualitat